# Cam Robinson
Pour les articles homonymes, voir Robinson.
(en) Statistiques sur pro-football-reference
Cam Robinson, né le 9 octobre 1995 à Monroe en Louisiane, est un joueur américain de football américain. Il évolue au poste d'offensive tackle dans la National Football League (NFL). 

## Biographie

### Carrière universitaire
Il rejoint en 2014 l'équipe du Crimson Tide de l'université de l'Alabama. Dès sa première saison universitaire, il est désigné titulaire au poste de tackle gauche. La saison suivante, il aide Alabama à`remporter la finale nationale universitaire face aux Tigers de Clemson.
Durant la saison 2016, il gagne une réputation nationale en remportant le trophée Outland du meilleur joueur de ligne intérieure universitaire en plus d'être sélectionné dans l'équipe-type All-America. Il renonce à jouer une quatrième et dernière saison universitaire en se déclarant éligible à la draft 2017 de la NFL.

### Carrière professionnelle
Il est sélectionné au deuxième tour, en 34e position, par les Jaguars de Jacksonville. Il est le troisième lineman offensif sélectionné durant cette draft après Garett Bolles et Ryan Ramczyk.
Il est nommé titualire au poste de tackle gauche lors du début de la saison 2017. Il fait partie d'une ligne offensive qui permet à l'équipe d'avoir le plus grand nombre de yards à la course dans la ligue en plus de n'avoir concédé que 24 sacks, à égalité pour le troisième plus petit nombre de la ligue.
En début de saison 2018, il se blesse au genou en se déchirant le ligament croisé antérieur lors de la 2e semaine contre les Patriots de la Nouvelle-Angleterre, ce qui met fin à sa saison. 
Après quatre saisons, sur le point de devenir agent libre, les Jaguars lui posent un franchise tag (en) pour la saison 2021.
En 2022, il reçoit de nouveau un franchise tag de la part des Jaguars. Cette fois-ci, les deux parties s'entendent sur un contrat de 3 ans pour 54 millions de dollars le 27 avril 2022.